# Az öt zsaru
Az Öt zsaru egy 1998-ban készült színes, 6 részes magyar krimisorozat, amit Rozgonyi Ádám rendezett. A történet 5 különböző személyiségű zsaruról szól, akik egy csoportban szolgálnak. Az ő munkájukat követhetjük figyelemmel a sorozatban. Minden epizód egy-egy önálló történet. A sorozatot legutóbb az m3 tűzte műsorra 2017 novemberében.

## Szereplők
- Koncz Gábor – Polgár ezredes
- Gazdag Tibor – Jánusz (Jánosi András főhadnagy)
- Sztárek Andrea – Tóni (Reck Antónia)
- Bubik István – Pepe (Petróczy Elek)
- Rajhona Ádám – Patyi (Pataki István alezredes)
- Egri Kati – Kátai, ügyésznő
- Tábori Nóra – Irén, takarítónő
- Tordy Géza – Boross Doki, halottkém
- Kerekes József – Elemér, helyszínelő
- Psota Irén – Nóra, jósnő (Jánusz nagynénje)
- Kishonti Ildikó – Judit, énekesnő
- Urmai Gábor – Gábor, pincér
- Liptai Claudia – Holló Andrea
- Székhelyi József – Botos Antal, újságíró
- Incze József – Karcsi, Tóni férje
- Kálmán András – Andriska, Tóni kisfia
- Dékány Endre – zongorista
- Vlahovics Edit – Edit

## Epizódok
- 1. rész: Kazetta a szemüvegtokban (1.)

Epizódszereplők: Kaszás Géza, Barbinek Péter, Lengyel Ferenc, Papp Zoltán, Sáfár Anikó, Prókai Annamária, Katona János, Tahi József
Egy bártulajdonos megzsarol egy üzletembert, aki évekkel ezelőtt meggyilkolt egy határőrt. A bártulajdonos ezt követően gyilkosság áldozata lesz, de a kazetta, amin az üzletember elleni bizonyítékok vannak nem kerül elő. Jánosi András főhadnagy, (akit csak Jánusznak hívnak) beépül a bűnbandába, hogy lebuktassa a bűnözőket. Az akció végén ismerkedik meg későbbi kollégáival, Polgár ezredes beosztottjaival: Tónival, Pepével és Patyival.
- 2. rész: Dögkút (2.)

Epizódszereplők: Helyey László, Kránitz Lajos, Schütz Ila, Vajdai Vilmos, Ambrus András, Kádár Flóra, Bokor Ildikó, Hunyadkürti István, Horesnyi László, Némethy Ferenc, Halmágyi Sándor, Zágoni Zsolt, Geltz Péter, Varga Tamás
Gengszterek csöveseket és hajléktalanokat tartanak fogva, hogy adataikat felhasználva pénzhez és áruhoz jussanak. Botos Antal újságíró beépül a hajléktalanok közé, és ezzel életveszélybe kerül.
- 3. rész: Lány a híd alatt (3.)

Epizódszereplők: Auksz Éva, Borbiczki Ferenc, Szilágyi Tibor, Gajdos József, Kocsó Gábor, Harmath Albert
Megerőszakolt és meggyilkolt lány holttestét találják meg a híd alatt, akiről kiderül, hogy pornófilmekben is játszott. A nyomok egy sztriptíztáncosnőhöz és egy üzletemberhez vezetnek.
- 4. rész: Gyilkos csomag (4.)

Epizódszereplők: Dózsa László, Gesztesi Károly, Dóczy Péter, Hunyadkürti György, Ferenczy Csongor, Leisen Antal, Galkó Balázs, S. Tóth József, Illyés Barna, Merza Gábor, R. Kárpáti Péter, Bars József
Hasadóanyagot csempésznek Magyarországon át. Az egyik csempész a rossz csomagolás miatt meghal. Ugyanakkor Budapesten meggyilkolnak egy – ebben az ügyben kíváncsiskodó – újságírót. A nyomok a Paksi Atomerőműbe vezetnek.
- 5. rész: Gyerekcsínyek (5.)

Epizódszereplők: Fenyő Iván, Kovács Ferenc, Varga Szabolcs, Gmarics Gábor, Abdulwajab Nadja, Bartokos Tamás, Takács Katalin, Simonyi Balázs, Béres Lilla, Sárosdy Eszter, Miklósy Judit, Zsolnay András, Lugosi György, Gesztesi Márta, Pintér Tamás
Egy budapesti házban holtan találnak egy középiskolás tanárt, akiről nem tudni, hogy baleset vagy gyilkosság áldozata lett. A nyomok a tanár munkahelyére vezetnek.
- 6. rész: Szabadesés (6.)

Epizódszereplők: Rátóti Zoltán, Téri Sándor, Hacser Józsa, Orosz István, Gombos Judit, Galgóczy Imre, Nyakó Júlia
Az öt zsaru egyikét, Jánuszt egy este lelövik, súlyosan megsebesül, kómában van. Társai nyomozásba kezdenek és rájönnek, hogy az indítékot Jánusz múltjában kell keresniük.

## Külső hivatkozások
- Az öt zsaru a PORT.hu-n (magyarul)
- Az öt zsaru az Internet Movie Database oldalon (angolul)
- Filmkatalogus.hu
- A sorozat epizódjai az MTV videotárában